# Delias
Delias is een geslacht in de orde van de Lepidoptera (vlinders) familie van de Pieridae (Witjes).
Delias werd in 1819 beschreven door Hübner.

## Soorten
Delias omvat de volgende soorten:
- Delias abrophora - Roepke, 1955
- Delias acalis - (Godart, 1819)
- Delias africanus - Kenrick, 1911
- Delias aganippe - (Donovan, 1805)
- Delias agoranis - Grose-Smith, 1887
- Delias agostina - (Hewitson, 1852)
- Delias akikoae - Morita, 2001
- Delias akrikensis - Lachlan, 1999
- Delias alberti - Rothschild, 1904
- Delias albertisi - (Oberthür, 1880)
- Delias alepa - Jordan, 1912
- Delias anamesa - Bennett, 1956
- Delias angabungana - Talbot, 1928
- Delias angiensis - Talbot, 1928
- Delias antara - Roepke, 1955
- Delias apatela - Joicey & Talbot, 1923
- Delias apoensis - Talbot, 1928
- Delias approximata - Joicey & Talbot, 1922
- Delias arabuana - Roepke, 1955
- Delias arfakanus - Kenrick, 1911
- Delias argentata - Roepke, 1955
- Delias argenthona - (Fabricius, 1793)
- Delias aroae - (Ribbe, 1900)
- Delias aruna - (Boisduval, 1832)
- Delias aurantia - Doherty, 1891
- Delias aurichalca - Roepke, 1935
- Delias autumnalis - Roepke, 1955
- Delias awongkor - van Mastrigt, 1989
- Delias bagoe - (Boisduval, 1832)
- Delias bakeri - Kenrick, 1909
- Delias balimensis - Roepke, 1955
- Delias baracasa - Semper, G, 1890
- Delias battana - Fruhstorfer, 1896
- Delias belisama - (Cramer, 1779)
- Delias belladonna - (Fabricius, 1793)
- Delias benasu - Martin, L, 1913
- Delias berinda - (Moore, 1872)
- Delias biaka - Joicey & Noakes, 1915
- Delias binniensis - Lachlan, 2000
- Delias blanca - (Felder, C & R Felder, 1862)
- Delias bobaga - van Mastrigt, 1996
- Delias bornemanni - Ribbe, 1900
- Delias bosnikiana - Joicey & Noakes, 1915
- Delias bothwelli - Kenrick, 1909
- Delias brandti - Müller, C, 2001
- Delias brumalis - Roepke, 1955
- Delias buruana - Rothschild, 1899
- Delias caliban - Grose-Smith, 1897
- Delias callima - Rothschild & Jordan, 1905
- Delias callista - Jordan, 1912
- Delias campbelli - Joicey & Talbot, 1922
- Delias candida - (van Vollenhoven, 1865)
- Delias caroli - Kenrick, 1909
- Delias carstensziana - Rothschild, 1915
- Delias castaneus - Kenrick, 1909
- Delias catisa - Jordan, 1912
- Delias catocausta - Jordan, 1912
- Delias ceneus - (Linnaeus, 1758)
- Delias chimbu - Orr & Sibatani, 1986
- Delias chrysomelaena - (van Vollenhoven, 1866)
- Delias cinerascens - Mitis, 1893
- Delias citrona - Joicey & Talbot, 1922
- Delias clathrata - Rothschild, 1904
- Delias crithoe - (Guérin-Méneville & Percheron, 1835)
- Delias cumanau - van Mastrigt, 2006
- Delias cuningputi - (Ribbe, 1900)
- Delias cyclosticha - Roepke, 1955
- Delias daniensis - van Mastrigt, 2003
- Delias denigrata - Joicey & Talbot, 1927
- Delias descombesi - (Boisduval, 1836)
- Delias destrigata - van Mastrigt, 1996
- Delias diaphana - Semper, G, 1878
- Delias dice - (van Vollenhoven, 1865)
- Delias discus - Honrath, 1886
- Delias dixeyi - Kenrick, 1909
- Delias dohertyi - (Oberthür, 1894)
- Delias dorimene - (Stoll, 1782)
- Delias dortheysi - van Mastrigt, 2002
- Delias dorylaea - (Felder, C & R Felder, 1865)
- Delias doylei - Sanford & Bennett, 1955
- Delias dumasi - Rothschild, 1925
- Delias durai - van Mastrigt, 2006
- Delias duris - (Hewitson, 1861)
- Delias echidna - (Hewitson, 1861)
- Delias edela - Fruhstorfer, 1910
- Delias egialea - Cramer, 1777
- Delias eichhorni - Rothschild, 1904
- Delias eileenae - Joicey & Talbot, 1927
- Delias ellipsis - Joannis, 1901
- Delias elongatus - Kenrick, 1911
- Delias endela - Jordan, 1930
- Delias ennia - (Wallace, 1867)
- Delias enniana - Oberthür, 1880
- Delias eschatia - Joicey & Talbot, 1923
- Delias eucharis - (Drury, 1773)
- Delias eudiabolus - Rothschild, 1915
- Delias eumolpe - Grose-Smith, 1889
- Delias euphemia - Grose-Smith, 1894
- Delias eximia - Rothschild, 1925
- Delias fascelis - Jordan, 1912
- Delias fasciata - Rothschild, 1894
- Delias felis - Lachlan, 2000
- Delias fioretti - van Mastrigt, 1996
- Delias flavissima - Orr & Sibatani, 1985
- Delias flavistriga - Roepke, 1955
- Delias flavopicta - Jordan, 1911
- Delias fojaensis - van Mastrigt, 2006
- Delias frater - Jordan, 1912
- Delias fruhstorferi - (Honrath, 1891)
- Delias funerea - Rothschild, 1894
- Delias gabia - (Boisduval, 1832)
- Delias ganymedes - Okumoto, 1981
- Delias georgina - (Felder, C & R Felder, 1861)
- Delias geraldina - Grose-Smith, 1894
- Delias germana - Roepke, 1955
- Delias gilliardi - Sanford & Bennett, 1955
- Delias hagenensis - Morinaka, van Mastrigt & Sibatani, 1993
- Delias hallstromi - Sanford & Bennett, 1955
- Delias hapalina - Jordan, 1912
- Delias harpalyce - Donovan, 1805
- Delias hartertii - Ribbe, 1900
- Delias heliophora - Roepke, 1955
- Delias hemianops - Gerrits & van Mastrigt, 1992
- Delias hempeli - Dannatt, 1904
- Delias henningia - (Eschscholtz, 1821)
- Delias heroni - Kenrick, 1909
- Delias hidecoae - Nakano, 1993
- Delias hiemalis - Roepke, 1955
- Delias hikarui - Yagishita, 1993
- Delias hippodamia - (Wallace, 1867)
- Delias hyparete - (Linnaeus, 1758)
- Delias hyperapproximata - Rothschild, 1925
- Delias hypomelas - Rothschild & Jordan, 1907
- Delias iltis - Ribbe, 1900
- Delias imitator - Kenrick, 1911
- Delias inexpectata - Rothschild, 1915
- Delias inopinata - Lachlan, 2000
- Delias isocharis - Rothschild & Jordan, 1907
- Delias isse - (Cramer, 1775)
- Delias itamputi - Ribbe, 1900
- Delias joiceyi - Talbot, 1920
- Delias jordani - Kenrick, 1909
- Delias katharina - Ribbe, 1900
- Delias kazueae - Kitahara, 1986
- Delias kenricki - Talbot, 1937
- Delias kikuoi - Okano, 1989
- Delias klossi - Rothschild, 1915
- Delias knowlei - Joicey & Noakes, 1915
- Delias konokono - Orr & Sibatani, 1986
- Delias kristianiae - van Mastrigt, 2006
- Delias kuehni - Honrath, 1887
- Delias kummeri - Ribbe, 1900
- Delias ladas - Grose-Smith, 1894
- Delias laknekei - Miller, L, Simon & Wills, 2007
- Delias langda - Gerrits & van Mastrigt, 1992
- Delias lativitta - Leech, 1893
- Delias lecerfi - Joicey & Talbot, 1922
- Delias lemoulti - Talbot, 1931
- Delias leucias - Jordan, 1912
- Delias leucobalia - Jordan, 1912
- Delias levicki - Rothschild, 1927
- Delias lewini - (Thon, 1827)
- Delias ligata - Rothschild, 1904
- Delias luctuosa - Jordan, 1912
- Delias lytaea - (Godman & Salvin, 1878)
- Delias madetes - (Godman & Salvin, 1878)
- Delias magsadana - Yamamoto, 1995
- Delias mandaya - Yamamoto & Takei, 1982
- Delias manuselensis - Talbot, 1920
- Delias marguerita - Joicey & Talbot, 1922
- Delias mariae - Joicey & Talbot, 1916
- Delias maudei - Joicey & Noakes, 1915
- Delias mavroneria - Fruhstorfer, 1914
- Delias mayrhoferi - Bang-Haas, O, 1939
- Delias meeki - Rothschild, 1904
- Delias melusina - Staudinger, 1890
- Delias menooensis - Joicey & Talbot, 1922
- Delias mesoblema - Jordan, 1912
- Delias messalina - Arora, 1983
- Delias microsticha - Rothschild, 1904
- Delias mira - Rothschild, 1904
- Delias mitisi - Staudinger, 1895
- Delias momea - (Boisduval, 1836)
- Delias muliensis - Morinaka, van Mastrigt & Sibatani, 1991
- Delias mullerensis - Morinaka & Nakazawa, 1999
- Delias multicolor - Joicey & Noakes, 1915
- Delias mysis - (Fabricius, 1775)
- Delias nais - Jordan, 1912
- Delias nakanokeikoae - Yagishita, 1993
- Delias narses - Heller, 1896
- Delias neeltje - Gerrits & van Mastrigt, 1992
- Delias neyi - Ribbe, 1900
- Delias niepelti - Ribbe, 1900
- Delias nieuwenhuisi - van Mastrigt, 1990
- Delias nigrina - (Fabricius, 1775)
- Delias nigropunctata - Joicey & Noakes, 1915
- Delias ninus - (Wallace, 1867)
- Delias nuydaorum - Schröder, H, 1975
- Delias nysa - (Fabricius, 1775)
- Delias oktanglap - van Mastrigt, 1990
- Delias ormoensis - van Mastrigt, 2006
- Delias ornytion - (Godman & Salvin, 1881)
- Delias ottonia - Semper, G, 1890
- Delias paniaia - Schmitt, 1992
- Delias paoaiensis - Inomata & Nakano, 1987
- Delias parennia - Roepke, 1955
- Delias pasithoe - (Linnaeus, 1767)
- Delias patrua - Leech, 1890
- Delias periboea - (Godart, 1819)
- Delias pheres - Jordan, 1912
- Delias phippsi - Joicey & Talbot, 1922
- Delias plateni - Staudinger, 1895
- Delias poecilea - (van Vollenhoven, 1865)
- Delias pratti - Kenrick, 1909
- Delias prouti - Joicey & Talbot, 1923
- Delias pseodomarguerita - Gerrits & van Mastrigt, 1992
- Delias pulla - Talbot, 1937
- Delias ribbei - Röber, 1886
- Delias rileyi - Joicey & Talbot, 1922
- Delias roepkei - Sanford & Bennett, 1955
- Delias rosamontana - Roepke, 1955
- Delias rosenbergii - (van Vollenhoven, 1865)
- Delias rothschildi - Holland, W, 1900
- Delias sacha - Grose-Smith, 1895
- Delias sagessa - Fruhstorfer, 1910
- Delias salvini - Butler, 1882
- Delias sambawana - Rothschild, 1894
- Delias sanaca - (Moore, 1857)
- Delias sawyeri - van Mastrigt, 2000
- Delias schmassmanni - Joicey & Talbot, 1923
- Delias schoenbergi - Rothschild, 1895
- Delias schoenigi - Schröder, H, 1975
- Delias schuppi - Talbot, 1928
- Delias shirozui - Yata, 1981
- Delias shunichii - Morita, 1996
- Delias sigit - van Mastrigt, 1990
- Delias singhapura - (Wallace, 1867)
- Delias sphenodiscus - Roepke, 1955
- Delias stresemanni - Rothschild, 1915
- Delias subapicalis - Orr & Sibatani, 1985
- Delias subnubila - Leech, 1893
- Delias subviridis - Joicey & Talbot, 1922
- Delias surprisa - Martin, L, 1913
- Delias taiwana - Wileman, 1909
- Delias takashii - Sakuma, 1999
- Delias talboti - Joicey & Noakes, 1915
- Delias tessei - Joicey & Talbot, 1916
- Delias themis - (Hewitson, 1861)
- Delias thompsoni - Joicey & Talbot, 1916
- Delias timorensis - (Boisduval, 1836)
- Delias totila - Heller, 1896
- Delias toxopei - Roepke, 1955
- Delias vidua - Joicey & Talbot, 1922
- Delias vietnamensis - Monastyrskii & Devyatkin, 2000
- Delias virgo - Gerrits & van Mastrigt, 1992
- Delias walshae - Roepke, 1955
- Delias wandammenensae - Joicey & Talbot, 1916
- Delias waterstradti - Rothschild, 1915
- Delias weiskei - Ribbe, 1900
- Delias wilemani - Jordan, 1925
- Delias wollastoni - Rothschild, 1915
- Delias woodi - Talbot, 1928
- Delias yabensis - Joicey & Talbot, 1922
- Delias yagishitai - Morita, 2003
- Delias zebra - Roepke, 1955
- Delias zebuda - (Hewitson, 1862)
- Delias zembra - Roepke, 1955